# 大鯰

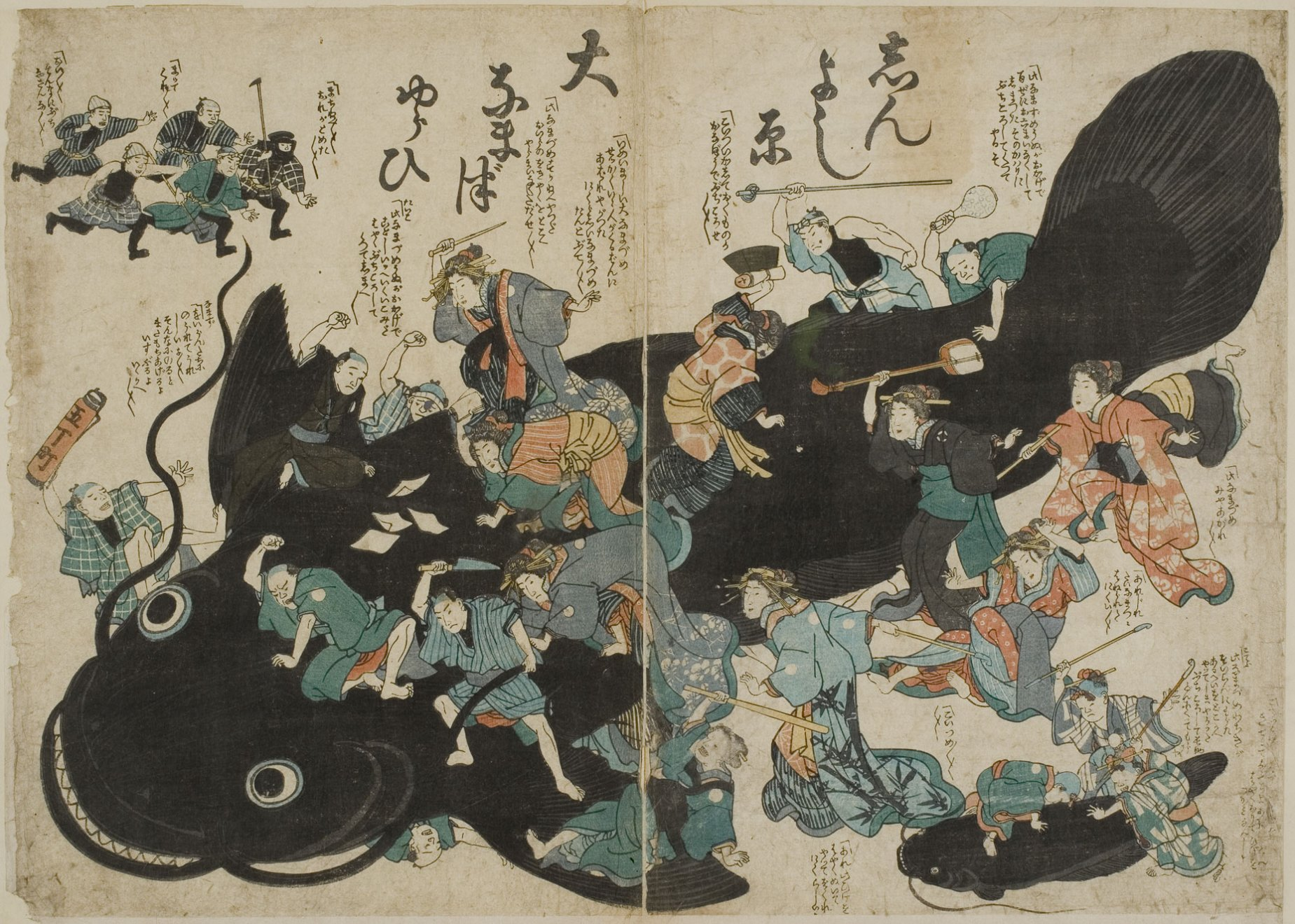
大鯰が描かれた鯰絵

大鯰（おおなまず）は、巨大なナマズの姿をした、日本の伝説の生物。地下に棲み、身体を揺することで地震を引き起こすとされる。

## 成立史
地震にまつわる古代の世界観として、地底には巨大な毒蛇が棲んでおり、このヘビが身動きをするのが地震である、という「世界蛇」伝説が、アジア一帯において共通して存在していた。これは日本も同様で、江戸時代初期までは、竜蛇が日本列島を取り巻いており、その頭と尾が位置するのが鹿島神宮と香取神宮にあたり、両神宮が頭と尾をそれぞれ要石で押さえつけ、地震を鎮めている、とされた。しかし時代が下り江戸時代後期になると、民間信仰からこの竜蛇がナマズになり、やがてこれが主流になった。ただし、三重県にある 大村神社には、天平神護3年（767年）に武甕槌大神と経津主神が常陸・下総の国より奈良の三笠山遷幸の途次、大村神社に御休息し地下の大鯰を鎮める要石を奉鎮したと伝わっている。
安政地震の後には200種を超える鯰絵が出回った。特にこの地震は黒船の来航中の出来事であったため、黒船自体がナマズに比類するものとみなされたとされる。
ただし、ナマズと地震の関係について触れた書物としては古く『日本書紀』にまで遡ることができるといわれる。安土桃山時代の1592年、豊臣秀吉が伏見城築城の折に家臣に当てた書状には「ナマズによる地震にも耐える丈夫な城を建てるように」との指示が見え、この時点で既にナマズと地震の関連性が形成されていたことが窺える。

## 主な伝承
- 福岡県筑紫野市には、道を塞いでいた大鯰を通りかかった菅原道真が退治し石になったと伝わる鯰石がある[8][9]。
- 阿蘇山の湖では昔、健磐龍命が開田のため外輪山の現在の立野あたりを蹴破り湖の水を外に出し、その時湖の主の大鯰が引っ掛かり水がスムーズに流れ出なかった。健磐龍命が大鯰を説得すると、おもむろに流れていきその跡が今の黒川、白川であり、流れ着いたところが、上益城郡嘉島町の「鯰」になったという。この地方には他にも鯰の伝承・信仰が数多く残っている[10][11][12]。
- 『竹生嶋縁起』には、竹生島で海竜が大鯰に変じて大蛇を退治した伝説がある。竹生島は金輪際の島であり、大鯰に取り囲まれて守られているという[13]。

## 現代における使用例

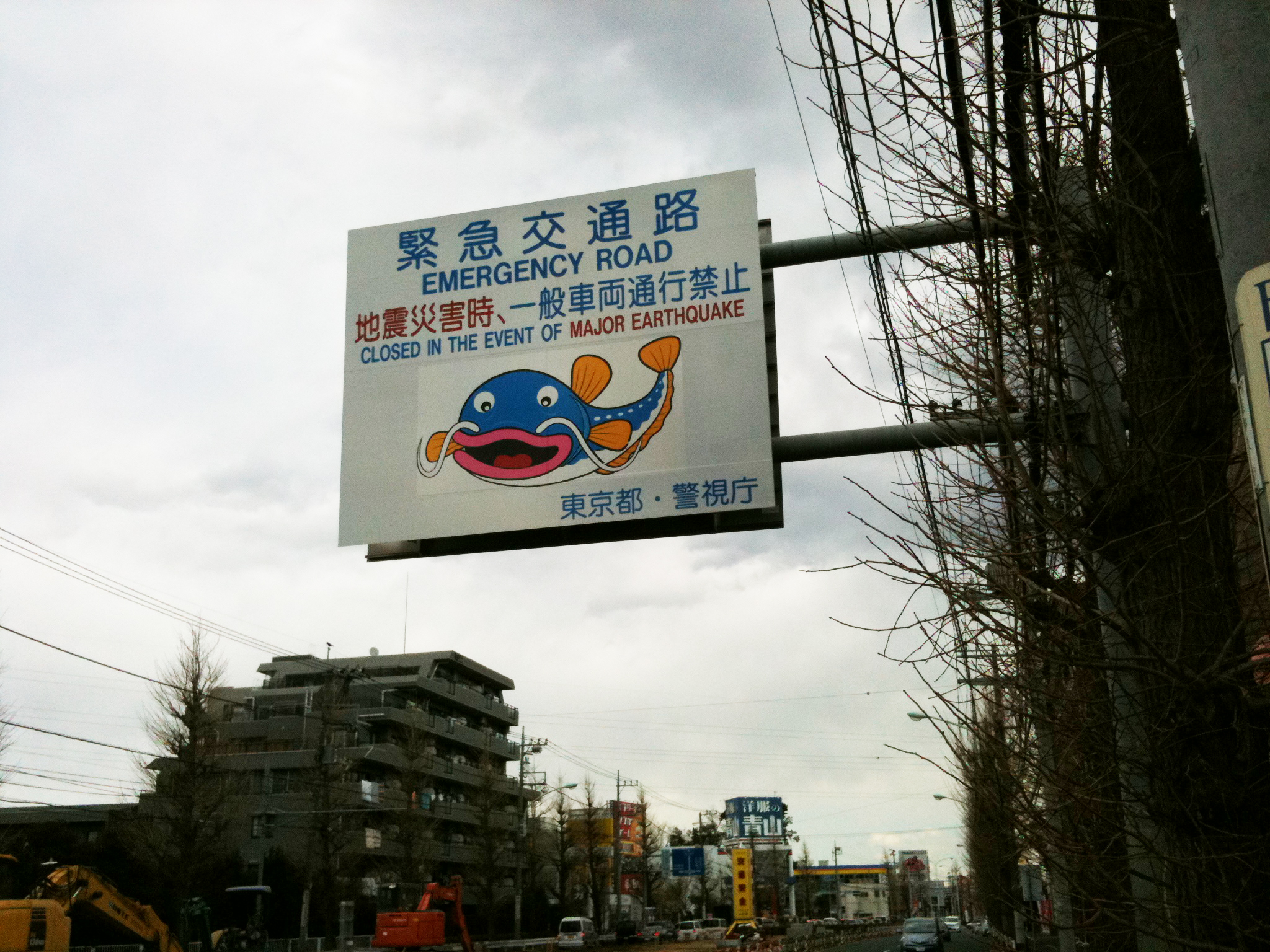
緊急交通路の標識

- 緊急交通路の標識にはナマズが採用されている[14]。